# Битва у реки Лик
Битва у реки Лик (66 до н. э.) — сражение между римскими и понтийскими войсками в ходе Третьей Митридатовой войны.
Весной 66 года до н. э. Помпей вступил в командование римскими войсками и начал готовиться к наступлению. Для того, чтобы получить время для сбора войск, он отправил послов к Митридату VI и парфянскому царю Фраату III. В это время при дворе парфянского царя находился сын царя Великой Армении Тиграна II, Тигран Младший, пытавшийся захватить власть в Армении, но потерпевший поражение и бежавший в Парфию. Тот факт, что он был сыном Тиграна от Клеопатры, дочери Митридата VI Евпатора, вызвал ухудшение отношений между армянским и понтийским царями. Учитывая это, Фраат решил заключить союз с римлянами и напасть на Армению.
Получив отказ Митридата от безоговорочной капитуляции, Помпей выступил против него с 40—50-тысячной армией. Силы Митридата составляли 30000 пехотинцев и 3000 всадников. Первое столкновение между всадниками Помпея и Митридата закончилось в пользу римлян. Понтийский царь был вынужден отступить. У горы Дастейра Митридат остановился и укрепил свой лагерь. Помпей осадил его лагерь, в понтийском лагере начался голод, но через 45 дней понтийцам с помощью хитрости удалось уйти. Римляне нагнали Митридата на третий день и отрезали ему путь к отступлению. На следующий день Помпей пошёл в наступление. Вследствие неорганизованности и отсутствия дисциплины понтийцы потерпели сокрушительное поражение.